# Ara Pacis Augustae
Ara Pacis Augustae ali Avgustov oltar miru, običajno skrajšano Ara Pacis je oltar v Rimu, posvečen Paks, rimski boginji miru. Spomenik je rimski senat naročil 4. julija 13 pr. n. št. v čast vrnitvi Avgusta v Rim po treh letih v Hispaniji in Galiji , in posvečen 30. januarja leta 9 pr. n. št.  Prvotno je stal na severnem obrobju Rima, rimsko miljo od meje pomeriuma na zahodni strani Via Flaminia  in na severovzhodnem vogalu Campusa Martiusa, nekdanje poplavne ravnice reke Tibere, ki ga je postopoma zakopala pod 4 metra naplvin. Leta 1938 je bil na svoji sedanji lokaciji, zdaj muzeju Ara Pacis, ponovno sestavljen.

## Pomen
Oltar odraža Avgustovo vizijo starorimske religije. Spodnji register njegovega friza prikazuje rastlinsko okrasje, namenjeno sporočanju številčnosti in blaginje rimskega miru (lat. Pax Augusta), medtem ko je spomenik kot celota služil državljanski obredni funkciji, hkrati pa deloval kot propaganda za Augusta in njegov režim, olajševanje ideje avtokracije in dinastičnega nasledstva, ki bi sicer lahko bilo neprimerno za tradicionalno rimsko kulturo.

## Zgradba
Spomenik je sestavljen iz tradicionalnega odprtega oltarja, ki ga obdajajo zidovi, ki so na vzhodnem in zahodnem koncu (tako imenovani danes zaradi sodobne razporeditve) prebodeni z odprtinami in v celoti izdelani v carrarskega marmorja iz Lunija v provinci La Spezia.

## Oltar
Obdan z zidovi je oltar sam izrezljan s podobami, ki ponazarjajo lex aria, zakon, ki ureja obred, ki se izvaja na oltarju. Žrtvena procesija prikazuje živali, ki so jih žrtvovali s figurami izklesanimi v republikanskem slogu, podobnem tako imenovanemu Oltarju Domicija Ahenobarba, v ostrem nasprotju s slogom na zunanji strani zidov. Ostanek oltarja je sicer fragmentaren, vendar se zdi, da je bil v veliki meri funkcionalen z manj poudarka na umetnosti in dekoraciji.
Notranjost sten je okrašena z bucranija, volovske lobanje, iz katerih visijo izklesane girlande. Girlande nosijo sadove različnih vrst rastlin, vse na enem samem vencu kot alegorične predstavitve izobilja. Bukranija pa spet spominja na žrtveno pobožnost, primerne motive za notranjost oltarja . Spodnji register notranjih zidov posnema izgled tradicionalno lesenih oltarnih prostorov, ki naj bi spominjali na druge takšne oltarje v Rimu in na tradicijo gradnje oltarjev na meji mestnega pomeriuma .

### Zunanji okras
Zunanji zidovi Ara Pacisa so razdeljeni na alegorične in psevdo-zgodovinske reliefne plošče na zgornjem registru, spodnji register pa na prizore narave: harmonične, prepletene vinske trte, ki vsebujejo divje živali in zaznavajo naravo pod nadzorom. V zgornjem registru severnega in južnega zidu so upodobljeni prizori cesarja, njegove družine in pripadnikov režima v procesiji ali pri žrtvovanju. Različne figure v togah so prikazane s pokritimi glavami (capite velato), kar pomeni njihovo vlogo duhovnikov in žrtvovalec. Druge figure nosijo lovorove krone, tradicionalne rimske simbole zmage. Člani posameznih duhovnih kolegijev so upodobljeni v tradicionalni obleki, ki je primerna za njihovo pripadnost , medtem ko se liktorji lahko identificirajo po ikonografskih simbolih (fasces). Med procesijo so vključene tudi ženske in otroci; upodobitev otrok v rimskem kiparstvu bi bila nova v času gradnje oltarja, in bi vzbujala teme moralne in družinske pobožnosti, pa tudi oslabila zaskrbljenost nad dinastičnimi nameni ob hkratnem uvajanju potencialnih dedičev v oči javnosti.
Zahodni in vzhodni zid sta prebodena z vhodom v oltarni prostor, čeprav bi se do notranjosti prišlo le po stopnišču na zahodni strani. Vhodne odprtine so spremljale plošče, ki prikazujejo alegorične ali mitološke prizore, ki spominjajo na mir, pobožnost in tradicijo. Na vzhodnem zidu so bile plošče s sedečima figurama Rome (personifikacija Rima) in Paks, na zahodni strani pa so odkrili dvojčka in volkuiljo in žrtvovanje figure, ki je bila tradicionalno označena kot Enej, vendar se je vedno bolj verjelo, da je to drugi kralj Rima, Numa Pompilij. Identiteta teh različnih figur je bila v preteklih letih deležna nekaj polemik, ki so se močno opirale na razlago fragmentarnih ostankov, o katerih bomo razpravljali v nadaljevanju.
Skulptura Ara Pacisa je bolj simbolična kot dekorativna, njena ikonografija pa ima več stopenj pomena . Študije o Ara Pacisu in podobnih javnih rimskih spomenikih tradicionalno obravnavajo močno politično simboliko njihovih dekorativnih programov ter njihov poudarek in širjenje dinastičnih in drugih imperialnih politik; po navadi se jih proučuje kot obliko imperialne propagande. Ara Pacis brez zavestnega truda predstavlja utelešene ideološke povezave med kozmično suverenostjo, vojaško silo in plodnostjo, ki jih je prvi opisal Georges Dumézil , povezave, ki so potrjene v zgodnji rimski kulturi in širše v podstrukturi indoevropske kulture na splošno. Peter Holliday je predlagal, da so oltarni posnetki zlate dobe, ki se običajno obravnavajo kot samo poetična aluzija, pritegnili pomemben del rimskega prebivalstva. Program Ara Pacisa je obravnaval zelo resnične strahove skupine pred ciklično zgodovino in obljubil, da bo Avgustova vladavina preprečila kataklizmično uničenje sveta, ki so ga napovedovali sodobni modeli zgodovinske misli.

### Vzhodna in zahodna stena
Vzhodni in zahodni zid imata po dve plošči, eno dobro ohranjeno in eno v fragmentih.
Vzhodni zid vsebuje slabo ohranjen prizor ženske bojevnice (bellatrix), verjetno Roma, ki očitno sedi na kupu orožja, ki ga je zasegla sovražniku in jih s tem prisilila v mir, po tem ko je  onemogočila vojno. Ta prizor je bil rekonstruiran na podlagi kovancev, ki prikazujejo tako sedečo Romo. Ko je bil spomenik rekonstruiran na sedanji lokaciji, so Edmund Buchner in drugi znanstveniki skicirali, kako je izgledal panel. To razlago, čeprav je splošno sprejeta, ni mogoče dokazati kot pravilno, saj je ohranjeno zelo malo izvirnega panela.
Druga plošča je bolj sporna v temi, vendar je bolje ohranjena. Boginja sedi na prizorišču plodnosti in blaginje z dvojčkoma v naročju. Znanstveniki so različno predlagali, da je boginja Italia, Tel (Zemlja), Venera in Mir, čeprav krožijo tudi drugi pogledi. Zaradi razširjenega upodobitve kiparstva mirnih prizorov in zato, ker je oltar imenovan "mir", je naklonjenost k zaključku, da je boginja Paks. 
Zahodni zid tudi vsebuje dve plošči. Razdrobljeno "Luperkalije" očitno ohranja trenutek, ko je Romula in Rema odkril pastir Faustul, medtem ko ga Mars gleda . Tudi ta plošča je moderna risba brez veliko dokazov. Marmorni fragmenti drevesa in glave in rame Marsa (če je to Mars) in del drugega posameznika (ki naj bi bil Faustul) so ohranjeni, vendar je dodajanje volkulje, Romula in Rema povsem špekulativno.
Bolj ohranjen prizor prikazuje žrtvovanje prašiča (standardno žrtvovanje, ko so Rimljani sklenili mirovni sporazum) starega duhovnika in dveh spremljevalcev. Leta 1907 je Johannes Sieveking to sceno označil kot trenutek, ko je Enej prispel v Italijo, žrtvoval svinjo in svojih 30 pujskov Junoni, kot je zapisal Virgilij in drugi, čeprav se prizor razlikuje od Vergilijevega opisa. V 1960-ih je Stephan Weinstock izpodbijal to identifikacijo (in samo identiteto celotnega spomenika), pri čemer je navedel številna neskladja, ki jih Sieveking in njegovi privrženci niso opazili med Vergilovo različico in panelom . Pozneje je bil podan predlog, da prizor prikazuje Numa Pompilija, rimskega kralja, ki je povezan z mirom in Janusovim templjem . Paul Rehak je kasneje objavil članek s tem predlogom, ki je bil potrjen v poglavju njegove posmrtne knjige. Ta teorija je kljub precejšnjemu začetnemu uporu pridobila veliko učenjakov. 

### Liki
Dolgi frizi Ara Pacisa (severna in južna stena) vsebujejo figure, ki napredujejo proti Zahodu in kažejo hvaležnost za praznovanje miru, ki ga je ustvaril Avgust. Te figure spadajo v štiri kategorije: liktorji (moški, ki nosijo fascije, telesni stražarji magistrov); duhovniki (tri od štirih glavnih collegia – Pontifices, Septemviri in Quindecimviri): ženske in otroci (običajno iz cesarske družine, kot portreti); (nekaj anonimnih figur, potrebnih za verske namene).
Poleg tega sta dva ali trije ne-rimski otroci, ki so lahko gostje (ali talci) v Rimu. Njihova identifikacija z ne-rimskimi nošami in njihova udeležba na slovesnosti pripoveduje, da je Rim središče sveta in da drugi narodi pošiljajo svoje mlade v Rim, da bi se naučili rimske poti, tako dober je ugled Rima. Slovesnost je potekala poleti leta 13 pred našim štetjem, vendar ne nujno 4. julija, ko je senat glasoval za gradnjo Ara Pacisa.

#### Severna stena
Severna stena ima približno 46 celih ali delnih figur. Prvi dve figuri v ospredju sta liktorja, ki nosita fascije (snopi palic, ki simbolizirajo rimsko oblast). Naslednji niz figur je sestavljen iz duhovnikov iz kolegija septemvirijskih epulonov, ki so označeni s kadilnimi škatlicami, ki jih nosijo s posebnimi simboli. En član tega kolegija manjka v vrzeli.
Za njimi sledi petnajst članski kolegij quindecimviri sacris faciundis, ki ga tudi označuje kadilo, ki ga je med njimi nosi javni suženj. Čeprav ime nakazuje, da ima ta kolegij natanko petnajst članov, je velikost kolegija narasla na 23, vključno z Avgustom in Agripo, ki se pojavljata na južnem frizu. Tu je prisotnih še enaindvajset članov. Dve zelo poškodovani figuri na sredini sta razcepljeni. Iz fotografij se zdi, da vrzel vpliva na eno samo sliko, vendar so Koeppel, Conlin in Stern dokazali, da pregled na kraju samem kaže, da je eden v ospredju, drugi pa v ozadju .
Zadnji del severnega friza sestavljajo člani cesarske družine. Mnogi znanstveniki so identificirali zastrto, vodilno osebo kot Julijo, Avgustovo hčerko, a ker se Julija pojavlja na južnem frizu, je bolj verjetno, da je ta figura Oktavija mlajša . Druge osebe v spremstvu so lahko Marcella (Oktavijina hči), Iullus Antonius (sin Marka Antonija) in dva fanta in deklica cesarske družine.
Leta 1894 in ponovno leta 1902 in 1903 je Eugen Petersen predlagal, da se z Agripo pojavi Lucij Cezar, oblečen v "trojanski" kostum za Trojansko igro, ki so jo igrali leta 13 pr. n. št..  Mnogi znanstveniki, ki so do leta 1935 spoznali, da je Lucij premlad, da bi bil deček poleg Agripe, so ga raje prepoznali kot Gaja Cezarja. Najmanjšega otroka na severnem frizu so poimenovali "Lucius", čeprav je zgolj malček (Lucius je imel 4 leta 13 let pr. n. št.). Nekateri znanstveniki so domnevali, da je bil ta fant tudi udeleženec Trojanskih iger, čeprav je gotovo premlad (šest ali sedem let je bila najnižja starost). Če bi bil ta malček Lucij, bi bil premlad in v napačnem kostumu za igre. Najbolje je, da je germanski plemenski princ, vendar zagotovo ni oblečen kot Trojanec. Kot je zapisal Charles Brian Rose, »lahko spremenljiva vrednost vzhodne noše in neugodna interakcija trojanske in partske ikonografije otežita ugotavljanje ali gledamo na ustanovitelje Rimljanov ali njihove najmočnejše nasprotnike«. 
Mladina, ki je nosila helenistična grška oblačila in je bila primerna za helenističnega princa, je bila označena kot Gaj v obliki camillus , mladoletnega spremljevalca Flamen Dialisa . Gajovo identifikacijo najbolje podpira njegova velikost, vendar je še en fant v rimski obleki, ki ima bullo – amulet - (vendar je izgubil glavo!) je prave velikosti in zato boljša izbira. Da bi se Gaj pojavil v javnosti brez svoje bulle, bi priklical zlobno oko. Ta ista figura v helenistični obleki je bila interpretirana kot Ptolemaj iz Mavretanije, ki predstavlja Afriko, skupaj z nemškim fantom (Evropa) in partskim princem (Azija).. Tuji princ ne bi nosil bulle.

#### Južna stena
Južna stena je doživela več preučevanja in največ akademskih razprav. Za razliko od severnega zidu, kjer je večina glav novih (ne verodostojne starodavne glave, ampak moderne kreacije), so glave figur na južnem zidu večinoma izvirne. Približno pol ducata figur je razpoznanih po ogledu drugih ohranjenih kipov članov cesarske družine. Kljub temu se je veliko razpravljalo o mnogih od teh osebnosti, med drugim o Avgustu, Agripi, Tiberiju, Juliji in Antoniju.
Avgustova figura ni bila odkrita do izkopavanja leta 1903, njegova glava pa je bila poškodovana zaradi temelja renesančne palače, zgrajene na prvotnem mestu Ara Pacis. Čeprav je bil pravilno identificiran leta 1903, sta Petersen, Strong in Stuart-Jones sprva videla lik kot rex sacrorum. Danes je Avgust bolje prepoznan po laseh kot obrazu.
V odsotnosti Avgusta iz panela so se zgodnji znanstveniki pogovarjali o tem ali je ta figura Avgust, Agripa ali Lepid. Leta 1907 je Sieveking predlagal, da je ta figura Lepid, takratni Pontifex Maximus. Sieveking je pozneje obrnil svoje stališče z vrsto posebnih predlogov. Leta 1926 je Loewy primerjal Agripo iz Louvra z Agripo v Københavnu (in drugje) in z Ara Pacisom, da bi dokazal ikonografsko podobnost . Rybergov članek iz leta 1949 je dal še večji pomen tej ugotovitvi.
Mnogi znanstveniki še vedno vidijo lik Julije kot Livije, ker menijo, da mora biti Livia na Ara Pacisu. Dejansko se Livia pojavlja nekje (njena izključitev je malo verjetna), toda do 13. pr. n. št. je Julija politično zasenčila Livijo, kot so razumeli in razložili mnogi znanstveniki. Identifikacija sega v Milani leta 1891. Poleg tega Livia ni vezana na Agripo, medtem ko je bila Julia njegova žena in je pričakovala, da bo neuradna rimska cesarica desetletja, med in po Avgustovem življenju. Julia je tudi bolje poosebila Avgustov nov pro-natalistični program, saj je že rodila štiri preživele otroke. Kljub temu je večina znanstvenikov leta 2000 raje videla to podobo kot Livijo.
Podatek o Tiberiju je kot tak opredelil Milani, identifikacija, ki je bila redko vprašljiva do 1940-ih. Moretti, ko je izdeloval muzejska stekla za Ara Pacis po Mussolinijevem ukazu, je ugibal, da sta dva konzula (Tiberij in Var) iz trinajste plošče Avgust, zato je to sliko videl kot M. Valerij Mesala. V. H. von Poulsen in Toynbee sta predlagala Julija Antonija. Toda, kot je bilo dobro uveljavljeno, so Avgusta spremljali duhovniki, ta figura pa je Tiberij. Boschung in Bonanno sta oba menila da je obraz iz zgodnjega obdobja Tiberija.

## Izkopavanja in zaščita
- Leta 1568 so pod Palazzo Peretti v Lucini (Palazzo Fano-Almagia) odkrili prve fragmentarne skulpture, tik ob baziliki San Lorenzo v Lucini, v bližini "Via del Corso", ki so našli pot do Ville Medici, Vatikan, Uffizi in Louvre.
- Leta 1859 so bili na istem območju pod Teatro Olimpio, del palače Peretti v Lusini, v bližini stavbe italijanskega parlamenta, najdeni še kiparski fragmenti, za katere je bilo priznano, da pripadajo istemu spomeniku.
- Leta 1903, ko je Friedrich von Duhn spoznal, da so reliefi pripadali Ara Pacisu (1879–1981), znani iz Avgustovih spominov, je bila na Ministrstvo za javno šolstvo poslana prošnja za nadaljevanje izkopavanj. Njihov uspeh je omogočila velikodušnost Edoarda Almagia, ki je poleg tega, da je dal dovoljenje za raziskovanje, vnaprej podaril vse, kar bi bilo treba odkriti pod palačo, in še naprej finančno prispeval k stroškom izkopavanja; do julija istega leta je postalo jasno, da so pogoji zelo težki in da bi bila stabilnost Teatro Olimpia lahko ogrožena; ko so pregledali približno polovico spomenika in odkrili 53 fragmentov, so se izkopi ustavili.
- Leta 1909 je bilo odločeno, da je treba uničiti več zgradb, ki so tesno obkrožale Avgustov mavzolej, da bi ga vrnili na ogled. [23]
- Med letoma 1918 in 1921 je predsednik Piedmontskega društva za arheologijo in likovne umetnosti Oreste Mattirolo prvič predlagal, da se zberejo vsi fragmenti in združijo za obnovo oltarja. [24]
- Leta 1932 se je začelo rušenje zgradb okoli mavzoleja skupaj z mnogimi drugimi rušenji, ki so se v teh letih nadaljevale v mestu.
- Februarja 1937 je italijanska vlada razglasila, da je treba za 2000-letnico rojstva Avgusta izkopavanja ponovno začeti z uporabo najsodobnejše tehnologije. Sedemdeset kubičnih metrov tal pod takratnim Cinema Nuovo Olimpia je bilo zamrznjenih, medtem ko je bil oltar izkopan.
- Drobci, čeprav niso bili popolni, so bili zbrani in združeni za ponovno izgradnjo Ara Pacis; zaradi kratkega časa, ki je bil na voljo (delo je bilo treba zaključiti pred 23. septembrom 1938, zadnjim dnem  obletnice), je bilo na voljo še nekaj fragmentov in slabi zgodovinski viri, ki bi jih lahko uporabili za obnovo (v bistvu nekaj starih rimskih kovancev), Izvedeno je bilo s pomočjo italijanskega umetnika Odoarda Ferrettija

### Prva zaščitna stavba arhitekta Morpurga
Leta 1938 je bila končno rekonstruirana Ara postavljena blizu Avgustovega mavzoleja, okoli njega pa je bil zgrajen velik paviljon arhitekta Vittoria Ballia Morpurga kot del Musolinijevega poskusa, da ustvari antični rimski "tematski park" za čaščenje fašistične Italije. Več deset stavb, ki so obkrožale mavzolej, so porušili, da bi se sprostil prostor okoli spomenika. Posledica je bila veliko število pritožb domačinov, kar je sprožilo dolg niz argumentov in kritik projekta Ara Pacis. Ti argumenti so v teku, čeprav je bil prvotni paviljon leta 2006 nadomeščen z novim, znan kot muzej Ara Pacis.

### Nova zaščitna stavba arhitekta Meierja
Zgodovinska stavba fašističnega sloga okrog oltarja, lokalno znana kot teca del Morpurgo, je bila porušena leta 2006 in zamenjana s stekleno in jekleno konstrukcijo v sodobnem slogu, ki jo je zasnoval arhitekt Richard Meier. Nova zgradba, ki je dobila ime muzej Ara Pacis, je zdaj na istem mestu kot Mussolinijeva struktura. Ta nova struktura je precej večja od prejšnje in je poleg glavnega, ki vsebuje oltar, razdeljena na več prostorov in odsekov.
Meierjeve stavbne konstrukcije so povzročile nove argumente in kritike, po tistih, ki so spremljale prvo stavbno konstrukcijo, tako od rimskih prebivalcev kot tujih opazovalcev, verjetno zaradi političnega spomina, povezanega z obstoječim paviljonom in vizualnega vpliva novega paviljona, ki je po mnenju mnogih v ostrem nasprotju z okoliškimi zgodovinskimi stavbami.

## Galerija reliefov
- Ara Pacis relief in the Louve.
- Ara Pacis relief
- Ara Pacis relief
- Ara Pacis relief
- Ara Pacis relief

## Druga literatura
- Castriota, David, The Ara Pacis Augustae and the Imagery of Abundance in Later Greek and Early Roman Imperial Art, Princeton University Press, 1995, Bryn Mawr Classical Review 95.09.05, reviewed by Jas Elsner.
- Conlin, Diane Atnally 1997. The Artists of the Ara Pacis: The Process of Hellenization in Roman Relief Sculpture (Studies in the History of Greece and Rome University of North Carolina Press)
- Peter J. Holliday, "Time, History, and Ritual on the Ara Pacis Augustae" The Art Bulletin 72.4 (December 1990:542-557) DOI: 10.2307/3045761
- Rossini, Orietta 2006. Ara Pacis, Milan, Electa/.  ISBN 88-370-4379-1
- Riferimenti diretti all'Ara Pacis Augustae nelle fonti letterarie e iconografiche antiche. Una galleria, in “La Rivista di Engramma” n. 58 giugno/agosto 2007 Arhivirano 2017-07-08 na Wayback Machine.
- Simona Dolari, Riscoperta e fortuna dei rilievi dell'Ara Pacis nell'età della Rinascita, in “La Rivista di Engramma” n. 75 ottobre/novembre 200 Arhivirano 2017-06-15 na Wayback Machine. 9
- Simona Dolari, Ara Pacis 1938. Storia di una anastilosi difficile, in “La Rivista di Engramma” n. 75 ottobre/novembre 2009 Arhivirano 2017-06-15 na Wayback Machine.